# Acteocina lepta
Acteocina lepta is een slakkensoort uit de familie van de Tornatinidae. De wetenschappelijke naam van de soort is voor het eerst geldig gepubliceerd in 1928 door Woodring.